# Priotrochus
Priotrochus is een geslacht van weekdieren uit de klasse van de Gastropoda (slakken).

## Soorten
- Priotrochus aniesae Moolenbeek & Dekker, 1992
- Priotrochus goudoti (P. Fischer, 1878)
- Priotrochus iris Herbert, 1988
- Priotrochus kotschyi (Philippi, 1849)
- Priotrochus obscurus (W. Wood, 1828)